# Tiruvuru
Tiruvuru, ou Nadim Tiruvuru, est une ville du district NTR dans l'État d'Andhra Pradesh en Inde. 
Selon le recensement de l'Inde de 2011, la localité compte une population de 18 567 habitants.